# SHINTO CITY
SHINTO CITY（シントシティ）は、埼玉県さいたま市大宮区北袋町一丁目に建築された大規模分譲マンション。

## 概要
土壌汚染対策工事後の三菱マテリアル総合研究所跡地で行われた都市計画事業北袋町1丁目土地区画整理事業の施工地区7街区（面積2万6,000平方メートル）の計画地を3つの街区に分け、分譲マンションを建築した。さいたま新都心駅から徒歩5分〜8分圏、2000年の同駅開設以来開発が続けられるさいたま新都心の南東隣接エリア（北袋町1丁目地区）に位置する。総計画戸数1,411戸（計8棟）、総開発面積2万6,000平方メートルを超え、埼玉県内で1,000戸を超える規模のマンションが発売されるのは1993年以来25年ぶりとなった。
県内最大級の規模となる当マンションには、多くの子育て世帯の入居が見込まれるが、子どもの急増で保育所など子育て施設の不足を懸念する声も多い。当マンションには休日の預かり保育と学童クラブなど子育て支援施設が整備される予定で、さいたま市も子どもの局地的な増加に対応できるよう対策を検討しているが、事業者側からは行政への施設開設のサポートを求める声が上がっている。
間取りはファミリー層を想定した3LDKと4LDKで、専有面積は約66.40 - 92.15平方メートル。居住者間のコミュニティ活動を支援するための約2,880平方メートルの緑化空間「センターフォレスト」や「コミュニティガーデン」、遊具が備えられたキッズパークを整備する。また各種共用施設には、24時間対応可能なコンシェルジュカウンターやカフェラウンジ、5つのゲストルーム、キッチンを備えるパーティルーム、ミニコンビニ等も設置する予定である。
第1街区は2020年12月、第2街区は2021年11月にぞれぞれ竣工し、地上15階建てのマンション5棟（1,000戸）が建設された。さらに残りの第3街区も2021年12月に竣工し、地上15階建てのマンション3棟（411戸）が建設された。